# Саут-Нью-Касл (Пенсільванія)
Саут-Нью-Касл (англ. South New Castle) — місто (англ. borough) в США, в окрузі Лоуренс штату Пенсільванія. Населення — 647 осіб (2020).

## Географія
Саут-Нью-Касл розташований за координатами 40°58′29″ пн. ш. 80°20′44″ зх. д. / 40.97472° пн. ш. 80.34556° зх. д. (40.974737, -80.345647).  За даними Бюро перепису населення США в 2010 році місто мало площу 0,84 км², уся площа — суходіл.

## Демографія
Згідно з переписом 2010 року, у селищі мешкало 709 осіб у 279 домогосподарствах у складі 198 родин. Густота населення становила 844 особи/км².  Було 303 помешкання (361/км²).
Расовий склад населення:
| - 97,3 % — білих - 1,3 % — чорних або афроамериканців - 0,3 % — азіатів - 0,1 % — корінних американців |

До двох чи більше рас належало 1,0 %. Частка іспаномовних становила 0,6 % від усіх жителів.
За віковим діапазоном населення розподілялося таким чином: 21,3 % — особи молодші 18 років, 62,3 % — особи у віці 18—64 років, 16,4 % — особи у віці 65 років та старші. Медіана віку мешканця становила 43,1 року. На 100 осіб жіночої статі у селищі припадало 97,5 чоловіків;  на 100 жінок у віці від 18 років та старших — 100,0 чоловіків також старших 18 років.
Середній дохід на одне домашнє господарство  становив 44 129 доларів США (медіана — 41 944), а середній дохід на одну сім'ю — 49 161 долар (медіана — 46 786). Медіана доходів становила 46 250 доларів для чоловіків та 25 795 доларів для жінок. За межею бідності перебувало 17,3 % осіб, у тому числі 27,7 % дітей у віці до 18 років та 8,3 % осіб у віці 65 років та старших.
Цивільне працевлаштоване населення становило 298 осіб. Основні галузі зайнятості: освіта, охорона здоров'я та соціальна допомога — 22,8 %, виробництво — 21,8 %, роздрібна торгівля — 12,4 %, будівництво — 9,7 %.